# 杜鲁门总统解职道格拉斯·麦克阿瑟

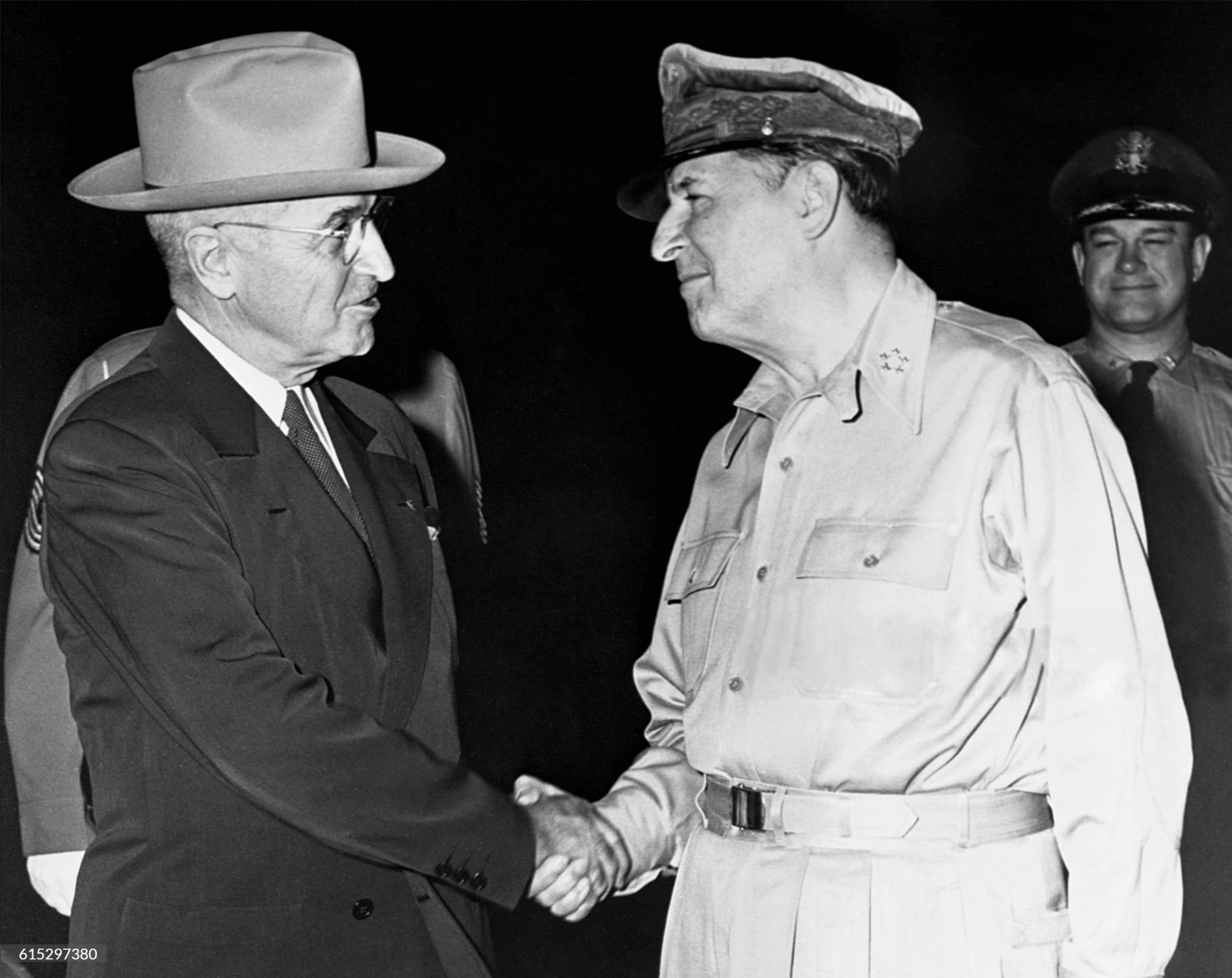
五星上将道格拉斯·麦克阿瑟在威克岛会议期间与美国总统哈里·杜鲁门握手

1951年4月11日，美国总统哈里·S·杜鲁门下令解除五星上将道格拉斯·麦克阿瑟的指挥权。麦克阿瑟是第二次世界大战期间颇具民望的战争英雄，事发时正担任朝鲜战争联合国军总司令，导火索是他公开发表与政府政策抵触的声明，杜鲁门的做法一直是政军关系争议话题。
第二次世界大战期间，麦克阿瑟是西南太平洋战区盟军总指挥，战争结束后负责占领日本。1950年6月朝鲜入侵韩国引发朝鲜战争后，他担任防守韩国的联合国军总司令。在他的主持下，联合国军于1950年9月15日两栖登陆仁川并立刻扭转战局。隨後麦克阿瑟遵照总统命令全面攻入朝鲜，但中华人民共和国介入战争并连续挫败联合国军攻势，麦克阿瑟被迫撤出朝鲜。1951年4月，战局陷入胶着，但麦克阿瑟的公开声明越来越令杜鲁门无法忍受，最终决定解除他的指挥权。美国参议院军事和外交委员会联合调查军事局势和解职的具体情况后认定，“解职麦克阿瑟将军没有超出宪法赋予总统的职权，但令民族自豪感深受冲击”。
軍隊非政治化是美國的传统，但大批美军赴海外作战时往往难以坚持。“文官控制军队”原则在美国根深蒂固，但军事技术的日趋复杂已经导致军事专业化。《美国宪法》强调分权，总统是三军统帅，但招兵买马和发动战争的权力属于国会，这种限制同上述实际情况结合，导致文官越来越难以控制军队。杜鲁门通过私下与顾问沟通解职“不尊重总统权威”的麦克阿瑟，维持总统身为最高统帅的威信。

## 背景

### 哈里·杜鲁门
哈里·S·杜鲁门在1945年富兰克林·德拉诺·罗斯福去世后继任美国总统，并在1948年大选意外取胜，是1897年后唯一没有高校学历的总统。教育程度不高的杜鲁门博览群书，高中同学1901年前往州立大学时，他进入地方商学院，但只念完一个学期。其后他在堪萨斯城法学院上夜校，却又中途放弃。杜鲁门曾报名西点军校，但因视力不佳被拒。他对第一次世界大战期间在炮兵部队服役深感自豪，战后一直是后备队员，最终官拜上校。
杜鲁门的军事顾问哈里·沃恩（Harry H. Vaughan）和路易斯·伦弗罗（Louis H. Renfrow）都是国民警卫队员，不是职业军人。杜鲁门曾表示，他不明白美国陆军何以能在“涌现羅伯特·E·李、约翰·潘兴、艾森豪威尔和布拉德利的同时，又出现卡斯特、巴顿和麦克阿瑟这等人物”。
1948年“海軍上將叛亂事件”期间，美国海军部分军官公开反对政府削减海军航空兵和兩棲作戰预算，最后政府解除海军作战部长路易斯·丹菲尔德（Louis Denfeld）海军上将的职务，由福雷斯特·谢尔曼（Forrest Sherman）海军上将继任。1949年10月，参谋长联席会议主席奥马尔·布拉德利上将在众议院军事委员会调查事件期间作证时表示，今后应该不大可能会有类似的大规模兩棲作戰需求。

### 道格拉斯·麦克阿瑟
道格拉斯·麦克阿瑟官拜五星上将，是美国陆军职级最高的将领。他的父亲小亚瑟·麦克阿瑟中将曾因参与南北战争获“荣誉勋章”，他于1903年以全班第一的优异成绩从西点军校毕业，但从未进入高级服役学校，只在1908年学过工程师课程。他在第一次世界大战期间表现卓著，曾于1930至1935年间出任美国陆军参谋长，和赫伯特·胡佛与富兰克林·德拉诺·罗斯福总统密切合作，只是偶尔因军事预算问题和总统冲突。据麦克阿瑟回忆，罗斯福“自控力非凡”，杜鲁门“脾气暴躁，不时就会控制不住地发火”。
除第一次世界大战期间在墨西哥和欧洲服役外，他还曾涉足亚洲和太平洋。第二次世界大战期间，他因巴丹半岛战役获“荣誉勋章”并成为民族英雄，虽然战役以日军获胜告终。麦克阿瑟统领盟军参与新幾內亞戰役和菲律宾战役，兑现他当初被迫逃离后表示一定会夺回菲律宾的著名承诺。1944和1948年，共和党曾考虑提名他竞选总统。二战结束后，身为駐日盟軍總司令的麦克阿瑟总揽占领日本事宜，在日本战后政治和社会转型中作用举足轻重。
1945年，杜鲁门任命麦克阿瑟执掌远东司令部。1950年，盟军已经逐渐撤离日本，但远东司令部总司令（Commander-in-Chief Far East）依然留在该国。麦克阿瑟不得不应对国防预算的大幅削减，手下将士从1947年的30万銳减至1948年的14.2万。他的抗议收效甚微，预算还在减少，远东司令部1950年6月只剩10.8万人。资金和人员削减导致可用设备短缺，远东司令部的1.8万辆吉普汽車有一万不能用；1万3780辆2.5吨六輪驅動卡车只有4441辆能用。远东司令部发起回收和整修战争物资计划，回收利用太平洋各地弃置物资，不但收回大量有价值的库存和设备，还在日本形成实用的维修和重建行业。与此同时，工作职责的变迁令军人更加注重作战训练。

## 事态经过

### 朝鲜战争

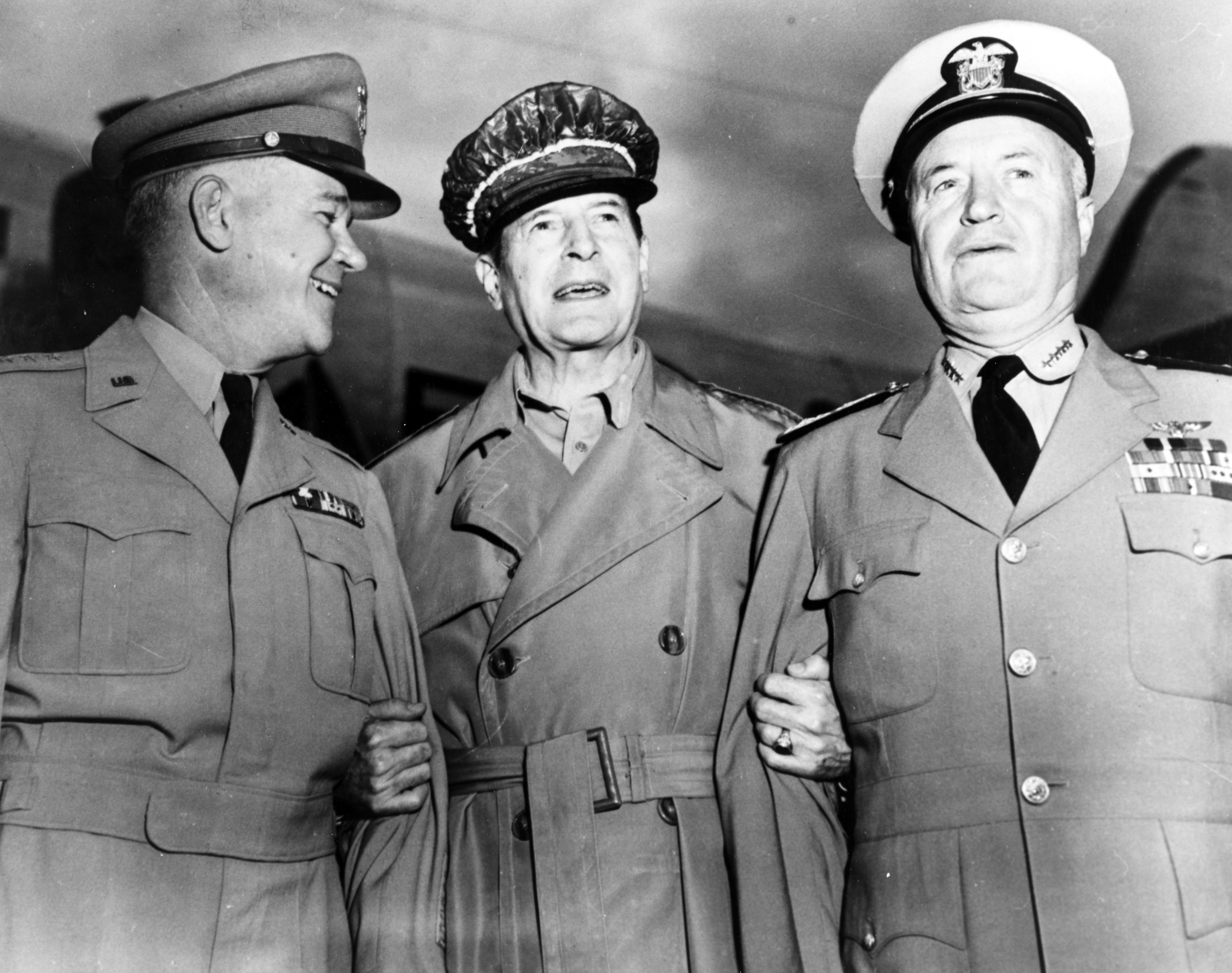
麦克阿瑟（中）、陆军参谋长約瑟夫·勞頓·科林斯（左）和海军作战参谋长福雷斯特·谢尔曼（右）

朝鲜于1950年6月25日入侵韩国，朝鲜战争爆发。驻韩美军顾问团紧急申请援助弹药，麦克阿瑟自主下令停在横滨市港口的乔治·D·基思利中士号运输舰（USNS Sgt. George D Keathley）装载弹药开往釜山。杜鲁门总统当天在布莱尔宫联同其他顾问召开美國參謀長聯席會議，批准麦克阿瑟和国务卿迪安·艾奇逊已经采取的行动。前线战报表明韩国局势迅速恶化，杜鲁门6月26日晚批准动用空军和海军打击北纬38度线（以下简称“三八线”）以南的军事目标。
6月27日，联合国安全理事会通过《83号决议》，“建議聯合國會員國給予大韓民國以擊退武裝攻擊及恢復該區內國際和平與安全所需之援助”。韩国首都汉城于6月28日陷落，杜鲁门次日授权海军和空军打击“三八线”以北目标，麦克阿瑟又一次早于总统下达指令。但是，直到看到麦克阿瑟对严峻军事形势的细致汇报后，杜鲁门才于6月30日授权地面部队介入。
7月8日，杜鲁门接受参谋长联席会议建议任命麦克阿瑟统领驻韩联合国司令部，同时继续担任远东司令部总司令和驻日盟军总司令。麦克阿瑟不得不把驻日部队派往韩国，执行他事后所称“绝望的最后一搏”。杜鲁门于七月派陆军参谋长約瑟夫·勞頓·科林斯上将和空军参谋长霍伊特·范登堡空军上将了解战况并汇报，两人7月13日在东京和麦克阿瑟及其参谋长爱德华·阿尔蒙德少将会晤。麦克阿瑟确保两位上将充分了解万万不可低估朝鲜人，他们“装备精良、领导有力、接受过作战训练，有时人数超出我们20倍”。他提议先制止朝鲜攻势再反击，以两栖作战包抄，但时机取决于美军增援。
经艾森豪威尔鼓动，布拉德利在1950年7月9日的参谋长联席会议上提议考虑动用核武器，但没有人表态支持。陆军参谋部向东京的科林斯发电报，建议了解麦克阿瑟的看法。7月13日，查尔斯·博尔特（Charles L. Bolte）少将在电话会议上提议使用核武。麦克阿瑟已经回绝空军用燃烧弹轰炸朝鲜城市的提议，建议用原子弹炸毁桥梁和隧道，将朝鲜同韩国隔离，但陆军参谋部觉得不切实际。7月28日，参谋长联席会议决定派十架拥有核打击能力的第9轰炸机联队B-29超級堡壘轟炸機飞往关岛，威慑准备进攻台湾的中华人民共和国。杜鲁门公开表示不考虑在朝鲜半岛投放核武器，但授权向关岛运送没有裂变核心的原子弹。核武部署出师不利，8月5日轰炸机在费尔菲尔德-休森空军基地起飞时有一架坠毁，任务指挥罗伯特·特拉维斯（Robert F. Travis）空军准將等19人丧生。另外九架轰炸机在关岛停至9月13日返回美国，原子弹组件留在关岛。
7月13日，杜鲁门在记者招待会上表示，美军只会在有必要时越过“三八线”进入朝鲜。以远东事务助理国务卿迪安·腊斯克、东北亚事务办公室主任（Director of the Office of Northeast Asian Affairs）约翰·摩尔·阿利森为代表的总统顾问认为，《安理会83号决议》为联合国军入侵朝鲜提供法律依据；但也有乔治·凯南和保罗·尼采等顾问不认同。除法理外，杜鲁门政府还必须考虑联合国军一旦逼近苏联或中华人民共和国边境，两国可能派兵干预的风险。

### 仁川登陆
韩国局势快速恶化，迫使麦克阿瑟暂时搁置两栖作战反击朝鲜的早期战略，改用袭击战术。美國第八軍團在八月撤入釜山防线，美國陸軍第1騎兵師负责守御。接下来麦克阿瑟恢复两栖作战计划，暂定在9月15日执行。美国海军第1两栖大队（Amphibious Group One）指挥官詹姆斯·道尔（James H. Doyle）海军少将、美國海軍陸戰隊第1師师长奧利弗·普林斯·史密斯海军陆战队少将等海军和海军陆战队军官对麦克阿瑟提出的登陆仁川计划颇感震惊，那里风大浪高、滩涂广阔，航道狭窄而险恶，海堤也建得很高。奥马尔·布拉德利也称仁川是“史上最糟两栖登陆点”。仁川-首尔一线是重要通讯中心，登陆风险不言而喻。科林斯和谢尔曼飞到东京听取麦克阿瑟介绍作战计划，后者宣称“我们会登陆仁川，我会粉碎他们”。

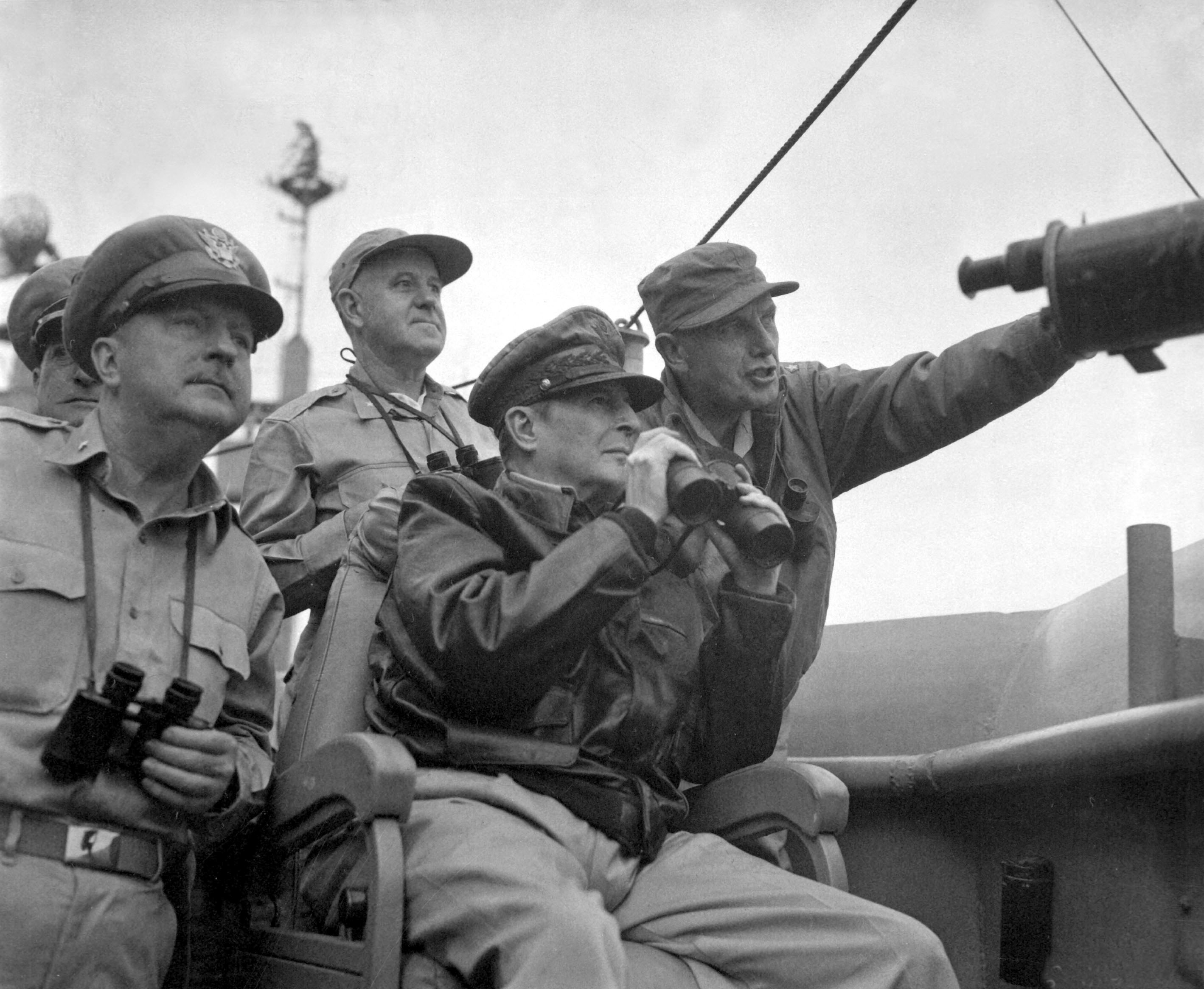
考特尼·惠特尼准将（左）、五星上将麦克阿瑟（坐）和爱德华·阿尔蒙德少将（右）在麦金利山号指挥舰观察仁川登陆

麦克阿瑟获邀在1950年8月26日芝加哥的海外作战退伍军人协会（Veterans of Foreign Wars）第51届全国营地大会讲话，但他谢绝邀请，只向大会发去声明由人大声宣读，文中立场和杜鲁门对臺灣（福爾摩沙）的政策抵触：“对太平洋地区鼓吹绥靖主义和失败主义政策的人认为，捍卫福尔摩沙就会疏远亚洲大陆，这简直错到没法再错”。杜鲁门对“绥靖”之说极其愤怒，与国防部长路易斯·阿瑟·约翰逊商讨能否撤换麦克阿瑟，约翰逊回答，麦克阿瑟“哪怕不是我们这一代最了不起的将军也肯定名列前茅”。国防部长遵照总统指示命令麦克阿瑟收回声明，但文献此时已纳入国会纪录（Congressional Records），结果约翰逊卷铺盖走人。杜鲁门对约翰逊和国务卿艾奇逊的冲突感到不满，但他也曾表示“只要我还是总统”，约翰逊就能继续当国防部长，结果麦克阿瑟的声明却导致总统要求约翰逊递交辞呈。约翰逊离职的公开原因是国防预算削减导致驻韩美军准备不足及早期战况失利，乔治·马歇尔五星上将继任。
麦克阿瑟认定的军事目标是消灭朝鲜人民军，要实现这等战略，跨过“三八线”势在必行。助理参谋长查尔斯·威洛比（Charles A. Willoughby）于8月31日示警，中国人民解放军37个师在中朝边界集结，但参谋长联席会议同意麦克阿瑟的战略。美国国家安全委员会发文为越过“三八线”的法理背书，建议只派韩国军人进入中朝和中俄边界附近地区。如果苏联干预，麦克阿瑟需立即撤回“三八线”以南，如果中华人民共和国干预，“只要联合国军的抵抗尚具合理胜算”，他就可以继续战斗。杜鲁门于9月11日表态支持安全委员会的报告，但因国防部长换人，麦克阿瑟直到9月22日才获知。9月21日，杜鲁门在记者招待会上表示他尚未决定是否派兵进入朝鲜作战。
在此期间，麦克阿瑟两栖进攻仁川的计划在9月15日如期开始。据科林斯事后回忆：“仁川（登陆）的成功实在太了不起，随后麦克阿瑟将军的声望更是如日中天”，“以致将军后来的计划和决定理应受质疑时，众参谋长也犹豫不决”。江湖传言声称第八集团军准备在“三八线”停止攻势，等着联合国授权后再越线追击，马歇尔为此告知麦克阿瑟：“如果战术和战略需要越过“三八线”，我们不希望你受到阻碍。公开声明上述说法可能令联合国置身尴尬境地，所以在这种情况下最好是你根据军事需求决定，无需投票表决”。几天后麦克阿瑟又接到指示，要求他不要公布部队已越过“三八线”的消息。10月7日通过的联合国大会决议可以从宽理解成准许入侵朝鲜。

### 威克岛会议
1950年中期选举临近，杜鲁门出于军队还在朝鲜半岛作战的考虑放弃公开竞选，以乔治·埃尔西为代表的部分总统幕僚考虑用其他手段为民主党拜票。罗斯福总统曾于1944年7月前往夏威夷与麦克阿瑟和切斯特·尼米兹海军上将会晤，总统正是这次会议上决定在太平洋战争最后一年反攻菲律宾。此举在选举年政治意义重大，以实际行动反驳共和党人所谓“罗斯福牺牲太平洋保欧洲”的说法。

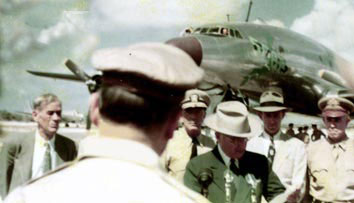
杜鲁门总统在威克岛宣读为麦克阿瑟“陆军杰出服役勋章”增加第四片橡树叶的表彰词。背景人物从左至右分别是：白宫新闻办公厅主任查理·罗斯、太平洋舰队司令亞瑟·雷德福、陆军部长弗兰克·佩斯和参谋长联席会议主席奥马尔·布拉德利

杜鲁门仿效罗斯福飞往太平洋与麦克阿瑟会晤。他本来讨厌宣传噱头，觉得这主意不怎么样，但麦克阿瑟的声望已随釜山和仁川大捷如日中天，与他见面有助于总统突出他身为三军统帅在军事胜利中的重要作用。国务院向麦克阿瑟发密电，请他建议是在夏威夷还是威克島与总统见面，将军表示“很高兴能于15号早上在威克岛拜见总统”。得知总统会带媒体记者前来后，麦克阿瑟询问是否能带东京记者前往，但被上级拒绝。
杜鲁门10月15日抵达威克岛，前一天到达的麦克阿瑟在停机坪迎接。将军没有敬礼，而是与总统握手，布拉德利认为他接下来谢绝与总统共进午餐之举太过不敬。杜鲁门对此倒不介意，但曾销售男子服饰的总统对麦克阿瑟那顶“显然已经使用20年、满是油腻的平顶盖帽”有些反感。这次会议没有既定议程和结构，纯粹是总统和顾问在一边交流，麦克阿瑟和太平洋舰队司令亞瑟·雷德福海军上将在另一边谈话，探讨话题包括台湾、菲律宾，以及越南和朝鲜半岛战事。据麦克阿瑟回忆，会上“没有提出或讨论新政策，亦或战争和国际政策的新战略”。现场通讯员罗伯特·谢罗德（Robert Sherrod）称，“目之所见除政治表演外别无他物”。
麦克阿瑟在会议期间的部分言论事后对他不利。总统问他苏联或中华人民共和国有多大可能干预朝鲜战争时将军回答：
不大可能。如果他们前一两个月干预倒是很可能改变战局，现在我们已经不怕他们介入，不用再摆出诚惶诚恐的姿势。中华人民共和国在满洲有30万人马，其中分布在鸭绿江沿线的应该不超过10到11.5万，而且他们没有空军，只有五到六万人会跨过鸭绿江。我们已在韩国建有空军基地，如果中国人胆敢进军平壤，他们将面临最大规模的剿杀。
麦克阿瑟表示希望第八集团军能在年底前撤回日本。布拉德利询问是否能派一个师到欧洲，麦克阿瑟回答可以在来年一月安排出发。但是，中国人民志愿军此时已经开始跨过鸭绿江进入朝鲜，11月结束时已有18万人过境。

### 中华人民共和国干预
为将承诺变成现实，离开威克岛的麦克阿瑟于10月24日命令第八集团军司令沃爾頓·沃克中将和美国陆军第10军统帅爱德华·阿尔蒙德少将“全力以赴，全速推进”。他还放开限制，准许除韩国军人以外的联合国军将士进入靠近中华人民共和国和苏联边境地区。科林斯认为此举有违9月27日参谋长联席会议的命令，但麦克阿瑟认为这在原始指令中只属于“政策问题”。他还称，此事已在威克岛讨论，但其他人都不记得，特别是杜鲁门还在10月26日向记者宣称，负责占领边境地区的都是韩国军人，美方不会参与。短短几天后，联合国军就在温井和云山遭遇志愿军。
1950年11至12月，朝鲜半岛军事局势因中国人民志愿军逆转，但杜鲁门并未因此将麦克阿瑟免职。他事后表示，当年德怀特·艾森豪威尔在突出部之役也曾遭遇逆转，面对出人意料的突发战况，失利算不上大错，但这并不说明后来决定免职时此事完全没有影响。总统事后回忆：“我认为他是伟大的战略家”，“直到他决定进军朝鲜，却完全没有防备中国人”。
为减缓志愿军攻势，麦克阿瑟下令炸毁鸭绿江上桥梁，但杜鲁门与顾问商议后宣布不会批准行动，参谋长联席会议撤消命令。面对麦克阿瑟的抗议，总统和参谋长联席会议又授权轰炸，但需要注意不能侵犯中华人民共和国领空。埃米特·奥唐奈（Emmett O'Donnell）空军少将在国会调查解职麦克阿瑟事件时以此为例说明政治对军事行动的干预有时很不靠谱。鸭绿江千回百转，想要避免进入中华人民共和国领空，飞行路线有时就会非常狭窄。共产党的高射炮可以随心所欲地尽情攻击，美国空军的日子就难过得多。麦克阿瑟在短短几周内就被迫撤退，他和总统都不得不考虑完全放弃韩国。

### 核武器
1950年11月30日，杜鲁门在新闻发布会上回答记者针对是否使用核武器的提问：
问：总统先生，请问我们是否能否回到原子弹的问题？请问我们如此理解是否正确，您的确在考虑动用原子弹？
杜鲁门：一直都有考虑，毕竟就是我们的武器。
问：那么总统先生，这是否意味着用原子弹打击军事或民用目标？
杜鲁门：这需由军人判断，我不属于传达这些信息的军事机关。
问：总统先生，或许最好是容许我们直接引述您的说法，您看可以吗？
杜鲁门：我觉得没必要。
问：总统先生，您刚才说这取决于联合国的行动，这是否说明只有联合国授权后我们才会使用原子弹？
杜鲁门：完全不是这样。打击共产中国的行动取决于联合国决定，但战地军事统帅负责决定是否使用核武器，一直都是这样。
上述说法表明麦克阿瑟有权决定是否使用核武器，虽然白宫马上澄清：“只有总统才能授权使用原子弹，没有给予他人如此授权”，但他在新闻发布会上的回答依然足以引起国内外轰动。总统的回答触及二战结束后高度敏感的政军关系议题：核武器由文官控制，这已在《1946年美国原子能法》（Atomic Energy Act of 1946）阐明。
1950年12月9日，麦克阿瑟申请战地指挥官自行决定是否使用核武器的权力，他的证词表示，不会用核武器扭转半岛战局，只会用于防止出现无可挽回的大溃退。12月24日，麦克阿瑟递交朝鲜、满洲和中华人民共和国其他地区的“阻延目标”，共需要34颗原子弹。路易斯·约翰逊曾在这年六月公布放射物质潜在用途研究，据考特尼·惠特尼少将回忆，麦克阿瑟曾于1950年12月考虑用放射物质废料封锁朝鲜，但一直没有向参谋长联席会议提出。将军离职后，联邦参议员老艾伯特·戈尔向杜鲁门提出类似建议。1951年1月，麦克阿瑟拒绝接受提前部署核武器的建议。

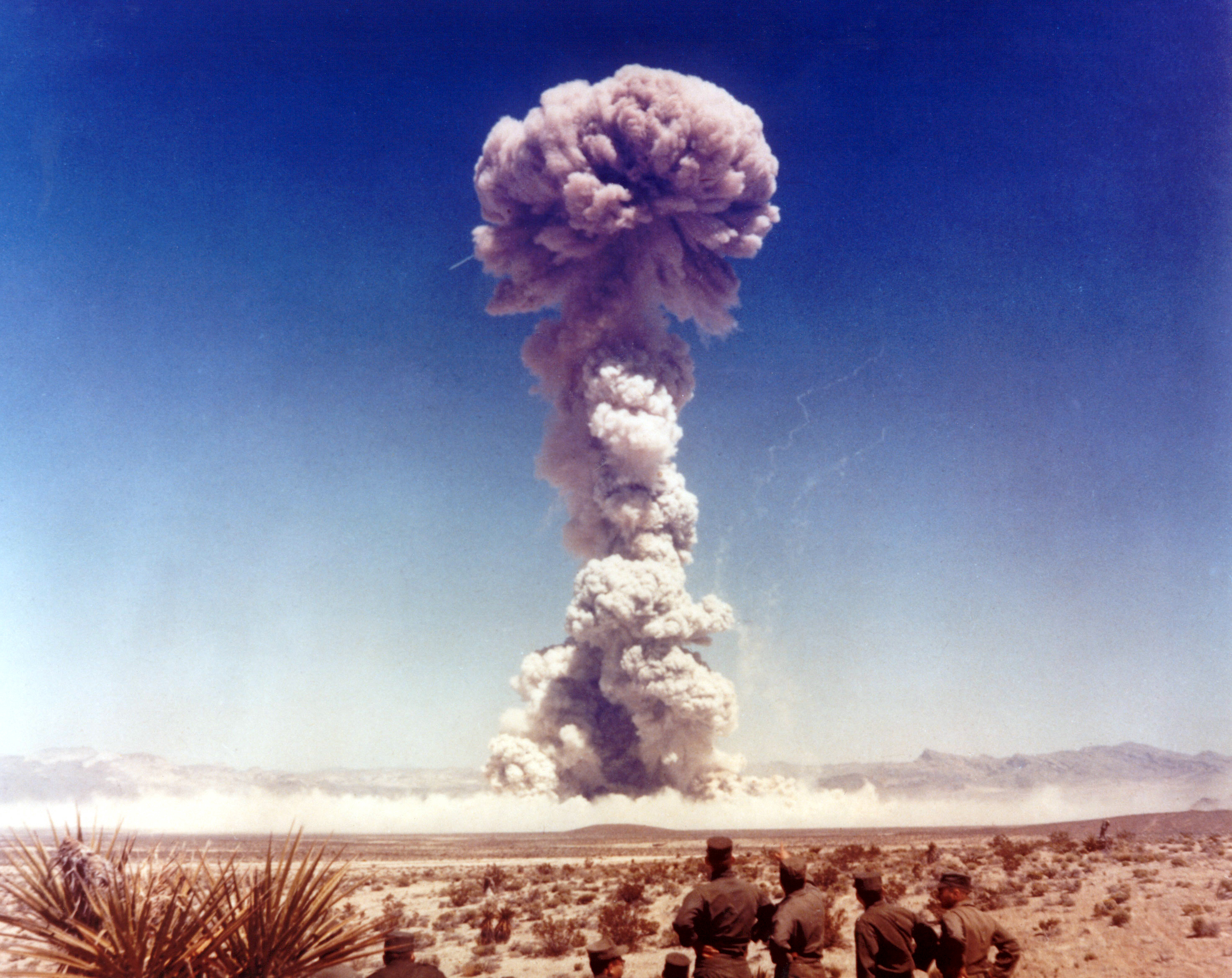
军人观察1951年11月的“克星-争吵行动”

1951年4月上旬，参谋长联席会议收到警报，苏联部队、特别是轰炸机和潜艇部队在远东集结。4月5日，他们起草命令授权麦克阿瑟一旦遭遇中华人民共和国从满洲和山东半岛发起的空袭就可以反击两地。杜鲁门次日与美国原子能委员会主席戈登·迪恩（Gordon Dean）见面，并安排把九颗Mark 4型原子弹转交军方控制。迪恩认为麦克阿瑟对核武器专业技术和威力缺乏了解，对让他决定是否使用这种武器心存忧虑。参谋长联席会议对此也不敢掉以轻心，担心他会时机未到就下达命令。最终他们决定让战略空军司令部直接指挥核打击部队，这次部署的轰炸机配备含裂变核心的原子弹。战略空军司令部不打算攻击空军基地或仓库，轰炸机的目标是朝鲜和中华人民共和国的工业城市。此外，战略空军司令部继续向关岛部署轰炸机，直到朝鲜战争结束。
麦克阿瑟是否提倡使用核武器，以及他向参谋长联席会议建议之举是否等同于提倡动用核武曾引发争议。麦克阿瑟后来在参议院调查时表示没有推荐使用核武。1960年，杜鲁门宣称麦克阿瑟曾表示希望使用核武器，但将军坚决否认，称“朝鲜战争期间我的总部或与华盛顿（哥伦比亚特区）间任何通讯中都没有探讨使用原子弹”；杜鲁门承认没有文件证实指控，这只是他的个人意见。麦克阿瑟曾于1954年1月25日接受吉姆·卢卡斯（Jim G. Lucas）和鲍勃·康斯丁（Bob Considine）采访，但内容直到1964年他去世后才公布。麦克阿瑟表示：
我这辈子经历过不少战役，准确来说有20场重大战役，我最有把握获胜但却无权行动的就是这场（朝鲜战争）。我最多只需十天就能打赢朝鲜战争……我会在满洲喉咙口那一连串机场和仓库投下30到50枚原子弹……我的计划就是这样，让两栖部队向南扩散后行动（投掷原子弹）——从日本海到黄海形成放射钴带，（放射物质）可能从货车、推车、卡车和飞机散布……至少60年内，北方都无法从陆路侵略韩国，敌人不可能跨过辐射带。
据理查德·尼克松总统1985年回忆，他曾与麦克阿瑟讨论廣島與長崎原子彈爆炸：
麦克阿瑟在华尔道夫酒店房间踱步，一边用雄辩向我表达看法。他觉得使用原子弹是一个悲剧，针对常规武器的限制也应适用于原子弹，即限制军事装备对非战斗人员的伤害……这就是麦克阿瑟，他是军人，认为武力只能用于对付军事目标。这就是为什么他将核武器拒之门外，在我看来这是他很大的优点。

### 外国施压

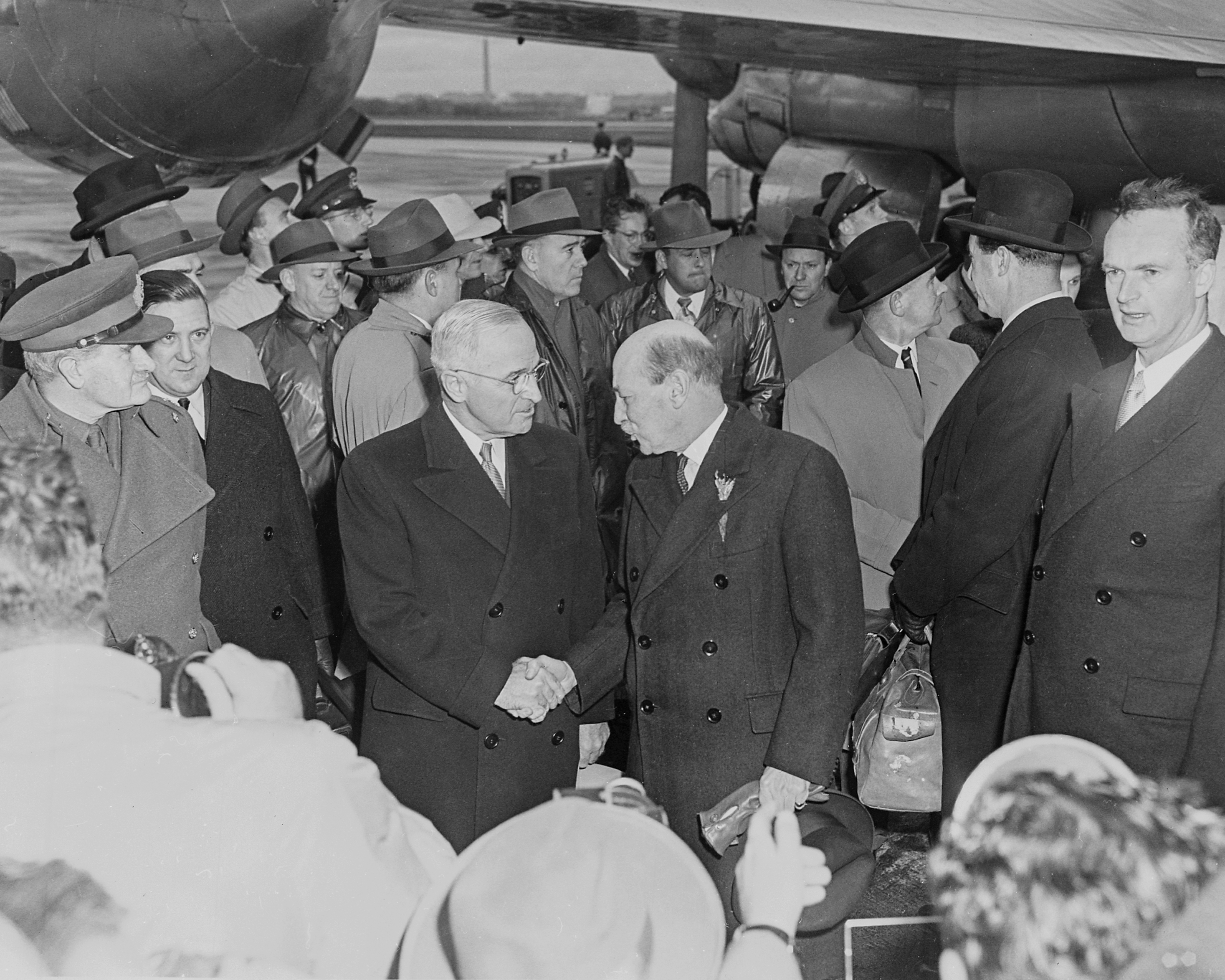
杜鲁门（中左）在华盛顿国家机场与英国首相克莱门特·艾德礼（中右）握手，艾德礼此行旨在讨论韩国危机。另外几人分别是英国驻美大使奥利弗·弗兰克斯爵士（右）、大英帝国总参谋长陆军元帅威廉·斯利姆爵士（左）

英国首相克莱门特·艾德礼对杜鲁门在核武器问题上的失误特别介意，还想与美国再续二战期间的《魁北克协定》，其中规定双方使用核武器前必须得到对方同意。英方担心美国卷入与中华人民共和国的战争。1950年12月，艾德礼表示英国及其他欧洲国家政府担心战事“完全是麦克阿瑟将军说了算”。众所周知，麦克阿瑟一向认为亚洲在世界事务中非常重要，所以这些国家担心美国的战略重心会离开欧洲。这一次，早在二战期间就开始仇视英国的布拉德利站出来为麦克阿瑟说话。
1951年1月，美方开始探讨撤离韩国，引起英国警觉。英国人认为，要维持欧洲的信念和团结，在韩国保持一定军事存在至关重要，哪怕只在釜山保留据点。布拉德利再次维护麦克阿瑟的行动，但他显然已经成为两国关系的不稳定因素。不过，国会对与英国结盟不以为然，众议院少数党领袖小约瑟夫·威廉·马丁抨击杜鲁门追随艾德礼领导的英国，沦为“奴隶政府并欠下沉重债务”。

### 公开声明
1950年12月1日，记者询问麦克阿瑟，禁止打击鸭绿江对岸的中华人民共和国军队是否会损害军事行动效果，将军表示，如此政策确实是“军事史上前所未有的巨大障碍”。12月6日，杜鲁门下令除例行声明外，所有军事和外交官员发布公开声明前必须得到国务院批准，“并且……避免与报纸、杂志及其他公共媒体直接谈论军事或外交政策”。考特尼·惠特尼少将告知麦克阿瑟，从法律角度而言，总统的上述指令“仅适用于正式的公开声明，不适用于公报、信函或私人交流”。接下来麦克阿瑟又在1951年2月13日和3月7日的新闻声明中表达类似1950年12月1日的观点。
1951年2至3月，战争态势再度转变，联合国军挥师北上，于同年3月17日奪下此前于同年1月4日被中朝方面占领的汉城。华盛顿希望中华人民共和国和朝鲜愿意达成停火协议，杜鲁门为此还备好声明。3月20日，参谋长联席会议通知麦克阿瑟，华盛顿方面希望促成停火，麦克阿瑟向第八集团军新任司令官马修·李奇威中将示警，后者提议的行动可能很快会受到政治约束。3月23日，麦克阿瑟发布公报表达对向中华人民共和国提议停火的看法：
除我们战术上的成功外，红色中国这个新敌人已经清楚传递出更加重要的信息，如此夸张和自负的军事力量，却没有足质足量保障关键军需的工业能力来满足现代战争需要。他们的制造基地和原材料甚至不足以建立中等强度空军和海军力量，更遑论维持运作；他们也无法提供坦克、重型火炮及其他已融入军事战役的先进科学技术，这些都是地面作战取胜的基本要素。过去他们巨大的人数优势很可能足以抵消这些空白，但随着大规模杀伤手段的发展，单凭人数无法弥补这种固有的缺陷和脆弱。制空和制海权也就意味着控制补给、通讯和交通，这对战争的重要程度和过去相比不遑多让。我们现在控制着制空和制海权，敌方的地面火力又不足，由此产生的差距根本无法用英勇克服，表现出来的只是狂热和对生命损失最彻底的冷漠。自从红色中国开始在朝鲜不宣而战以来，这些军事弱点已经非常明确地揭示出来。即便是在现在联合国军行动受限、红色中国取得相应军事优势的情况下，事实也证明他们无法用武力彻底征服韩国。因此，敌人必须痛苦地意识到，联合国已经决定放弃把战争局限在朝鲜半岛的做法，我们的军事行动会扩展到沿海地区与内陆基地，红色中国马上要面临军事崩溃的风险。确定这些基本事实后，只要就事论事，不被毫无直接关联的“台湾问题”或“联合国中国议席问题”所影响，就没有什么难以克服的困难来决定如何解决朝韩问题。
次日，麦克阿瑟授权李奇威越过“三八线”向北行军32公里。杜鲁门事后表示：“我真想一脚把他踢进北海……这辈子都没碰到过如此激怒我的事”。杜鲁门认为麦克阿瑟的公报没有遵照1950年12月的命令申请批准，而且对总统打算提的建议越俎代庖，他后来在著作中写道：
这是联合国军事指挥官针对自有职责最异乎寻常的声明，完全罔顾不得擅自针对外交政策发表声明的所有指示，公开违抗我身为总统和三军统帅发布的命令，挑战宪法赋予的总统权威，还公然蔑视联合国的政策。麦克阿瑟此举让我别无选择——我无法再容忍他拒不服从命令。

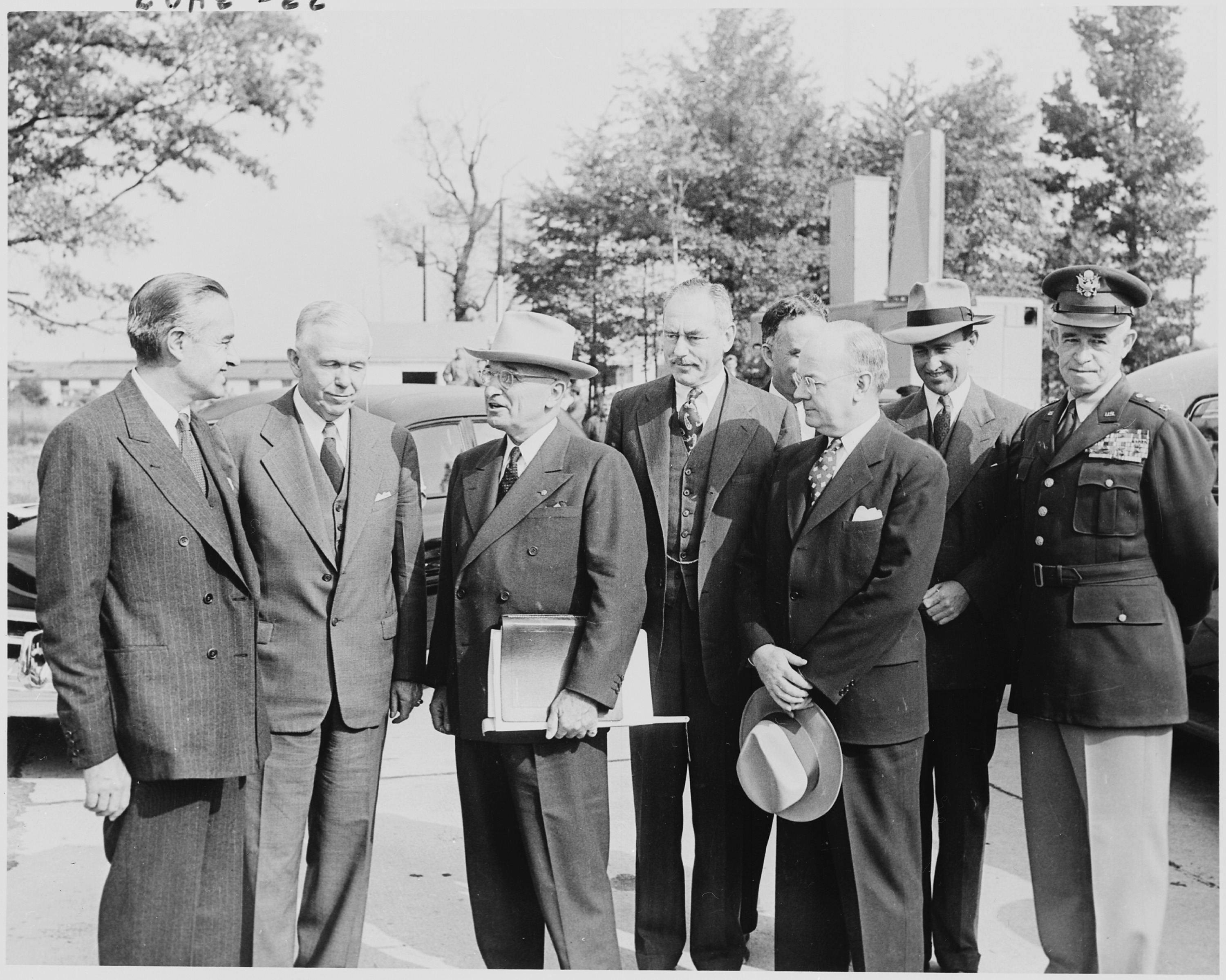
威克岛会议结束后，杜鲁门、麦克阿瑟和雷德福离开。从左至右分别是：总统顾问埃夫里尔·哈里曼、国防部长乔治·马歇尔、杜鲁门、国务卿迪安·艾奇逊、无任所大使菲力普·傑賽普、财政部长约翰·斯奈德、陆军部长弗兰克·佩斯、参谋长联席会议主席奥马尔·布拉德利

杜鲁门没有马上采取行动，而是从历史著作中寻找先例。美国历史上这种激烈的政军对抗并非绝无仅有，其中最有名的发生在1862年亚伯拉罕·林肯总统和乔治·B·麦克莱伦少将之间。美墨戰爭结束后，詹姆斯·波尔克总统也曾解除温菲尔德·斯科特的职务。杜鲁门从书中了解两位总统是如何处理，他在事后表示波尔克是他最喜欢的总统，理由是“他有胆告诉国会见你妈的鬼去吧，少在外交事务上指手划脚”。
麦克阿瑟和杜鲁门政府在政策方面存在根本分歧。麦克阿瑟根深蒂固地认为，欧洲与共产主义的斗争绝对不可能同亚洲事务分离。这可能是因为他在东亚驻扎多年，身为战区司令，他的视野基本局限在远东。另一项重大分歧在于，麦克阿瑟不认为中华人民共和国像艾奇逊所说的那样就是“苏联头号卫星国”，而是有自身见解的独立国家，“只是出于自身目的（暂时）和苏俄结盟”。根据麦克阿瑟的见解，同中华人民共和国开战不会挑起苏联介入。参谋长联席会议对此完全不同意，哪怕这与他们眼中苏联重点关注欧洲而非亚洲的观点矛盾。赞同麦克阿瑟立场的共和党人都寥寥无几。
4月5日，马丁在众议院宣读麦克阿瑟3月20日寄给他的信件，信中批评杜鲁门政府的优先事项：
对于某些人来说似乎很难解，共产党选择在亚洲阴谋征服全世界，我们已经从战场卷入他们的阴谋；我们在这里用武器为欧洲拼杀时，那里的外交官还在打口水战；如果我们在亚洲战场输给共产党，欧洲陷落将不可避免；赢得战争，欧洲很可能避免战斗并继续保有自由。就像您指出的那样，我们必须赢。除了胜利，别无选择。
麦克阿瑟事后表示，马丁是“因某些无法解释的原因”公布信件，而且未与他商量，但这封信没有列入机密或标为不得发表。

### 拦截外交信息
20世纪50年代，拦截和解密盟国与敌国信息之举属于机密。1951年3月中旬，杜鲁门通过这类拦截得知麦克阿瑟曾与西班牙和葡萄牙在东京的外交官交流。麦克阿瑟在交流期间声称，他有信心把朝鲜战争扩大成重大武装冲突，进而令“中共问题”变得无可回避，他还希望交战双方在事情已成定局前都蒙在鼓里。此次拦截所获信息只有少数总统最亲密的顾问知道，其中包括国务院政策规划处长保罗·尼采及其同僚查尔斯·伯顿·马歇尔（Charles Burton Marshall）。杜鲁门认为麦克阿瑟的上述言论已经完全属于叛国，必须解除职务，但考虑到将军的政治支持，也为避免更多人知道政府用电子手段拦截外交信息，总统没有立即行动。

### 巡航台海
李奇威已经做好“坚固行动”（Operation Rugged）攻势准备，请麦克阿瑟授权启动。1951年3月15日（联合国军第二次光复汉城次日），记者向杜鲁门询问联合国军是否会再度获许进入“三八线”以北，总统回答“这是战地指挥官考虑的战术问题”。麦克阿瑟随后授权李奇威进攻，目标位于“三八线”以北，用于确保汉城供水。他授权前没有同首都商议，直到1951年4月5日进攻开始后才告知。联合国军稳步推进期间，杜鲁门于4月11日解职麦克阿瑟。
空军攻势在1951年4月7日晚收尾，美国海军第七舰队的快速航母特遣部队第77特遣舰队（Task Force 77）离开日本海韩国水域开往台灣海峽，其中包括拳师号和菲律賓海號航空母艦。4月11日上午11点，第77特遣舰队在台湾西岸附近巡航，在中国大陆东岸开始“空中阅兵”。与此同时，约翰·A·博莱号驱逐舰（USS John A. Bole）抵达距汕头市海港仅4.8公里的指令位置，促使中华人民共和国动用40余艘武装戎克船组成舰队将其包围。第77特遣舰队“空中阅兵”的位置离汕头市还很远，近两小时后特遣舰队军机才出现在汕头附近，令中方船只及汕头市意识到威胁。东京时间15点（東八區时间14点）后不久，麦克阿瑟正式收到离职通知，但他在约半小时前便已得到消息。两小时后，约翰··博莱号驱逐舰启程离开，双方均未主动攻击。作家詹姆斯·埃德温·亚历山大（James Edwin Alexander）表示，麦克阿瑟无疑是用驱逐舰及其将士作饵，挑衅中方攻击美国军舰来扩大冲突。
美国海军历史与遗产司令部主任萨缪尔·J·考克斯少将表示，尽管包括亚历山大在内的一些历史学家提出了一些间接证据，认为这是麦克阿瑟所策划的挑衅阴谋，但并没有确凿证据能够证实这一说法。考克斯还指出，也不排除这艘船是执行情报任务，用于直接观察那些帆船的可能性，因为在此之前的一个多月里，美国军方对中国可能入侵台湾一事极为担忧——他们注意到在与台湾隔海相对的中国沿岸集结了一支规模异常庞大的帆船队，这支船队很可能就是潜在的入侵力量。

## 解职

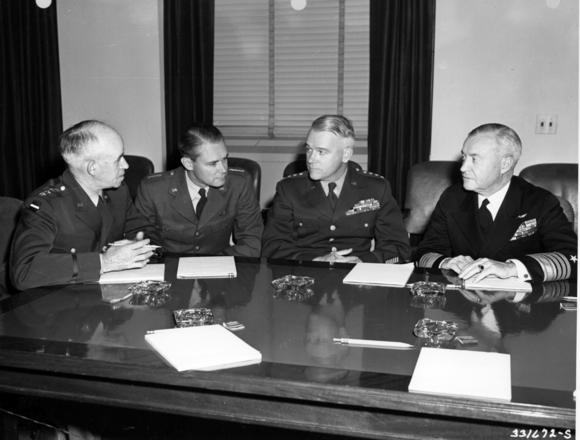
1949年，参谋长联席会议成员在五角大楼会议室碰头，从左至右分别是：参谋长联席会议主席奥马尔·布拉德利上将、霍伊特·范登堡空军上将、約瑟夫·勞頓·科林斯上将和福雷斯特·谢尔曼海军上将

1951年4月6日早上，杜鲁门在办公室与马歇尔、布拉德利、艾奇逊和哈里曼开会，商讨如何处理麦克阿瑟。哈里曼强烈支持开除麦克阿瑟，但布拉德利反对。马歇尔需要更多时间考虑，艾奇逊个人倾向解职，但此时没有表态，而是警示总统这将是“您担任总统期间最重大的战斗”。次日再度会晤时，马歇尔和布拉德利仍然反对解职。4月8日，参谋长联席会议成员来到国防部长办公室与马歇尔会面，每人都表示“从军事角度”有必要解除麦克阿瑟的职务，但他们也都表示对于这样重大的问题，军事需要并不是最重要的考虑方向。他们担心“如果不解职麦克阿瑟，很大一部分人会指称民选官员已经失去对军队的控制。”4月9日，杜鲁门和四名顾问再度会晤，布拉德利告知总统参谋长联席会议各成员的看法，马歇尔表示同意他们的意见。杜鲁门后来在日记中写道：“所有人一致认为应该解职麦克阿瑟，四人都是如此建议”不过，参谋长联席会议各成员后来在面对国会作证时坚称，他们当时只是“同意”而非“建议”解职。
1951年4月11日，杜鲁门起草向麦克阿瑟下达的命令，由布拉德利签名发布：
身为合众国总统和三军统帅，我非常遗憾地解除你作为盟军最高统帅、联合国军总司令、远东总司令和远东美军司令的职务。
你需立即将指挥权移交马修·李奇威中将，同时授权你发布必要命令前往想去的地方旅行。

我的替换原因会在你收到上述命令的同时公之于众，并纳入下一条信息。
1973年，《時代雜誌》发文引述杜鲁门在20世纪60年代初的表述：
我开除他是因为他不尊重总统权威，不是因为他是狗娘养的蠢货，虽然他就是，但对将军来说又不犯法，不然半数甚至四分之三的将军都得进监狱。
杜鲁门和艾奇逊指控麦克阿瑟不服从命令，但参谋长联席会议成员没有提供任何证据支持指控，而且麦克阿瑟实际上也不是因为不听命令而被解职。不服从是军事罪行，麦克阿瑟可以像20世纪20年代的威廉·米切尔那样要求公共军事法庭审理，案件结果难以预料，完全可能裁定罪名不成立并下令将他官复原职。参谋长联席会议所有成员都认为，“基本没有证据表明麦克阿瑟将军曾经未能执行参谋长联席会议的直接命令，或以行动反对命令。”布拉德利坚称：“麦克阿瑟从法律角度来说从未违抗参谋长联席会议的任何命令，只是选择从宽解读命令。他的确违反总统12月6日下达、由参谋长联席会议转达的命令，但这不属于违反参谋长联席会议的命令”。
政府原计划由视察韩国前线的陆军部长弗兰克·佩斯（Frank Pace）在华盛顿哥伦比亚特区时间4月11日20点（东京时间次日上午十点）私下通知麦克阿瑟，但因信号故障，佩斯没有在韩国收到信息。记者开始追问解职麦克阿瑟的传言是否属实，杜鲁门“决定不能再为了大家面上好看一点等待佩斯部长亲自下令”，于是召开新闻发布会公布如下声明：
我深感遗憾地得出结论，五星上将道格拉斯·麦克阿瑟在公职方面无法全身心支持美国政府和联合国的政策。鉴于《美国宪法》赋予我的的具体职责，以及联合国赋予的额外责任，我决定必须更换远东地区指挥。因此，我解除麦克阿瑟将军的指挥权并指定马修·李奇威中将接替。
充分和激烈地辩论国家政策是我们自由民主宪政制度的要素，但更基本的原则在于，军事统领必须遵守根据法律和宪法向他们发布的政策与指示。一旦发生危机，这种考量尤显重大。

麦克阿瑟已经充分确立伟大统帅的历史地位，国家对他在重大职责岗位上的杰出贡献深怀感激，为此我重申，对必须采取如此手段深感遗憾。
麦克阿瑟和夫人此时在美國駐日大使館出席招待联邦参议员沃伦·马格努森（Warren Magnuson）和西北航空执行副总裁威廉·斯特恩（William Stern）的午餐会，将军的副手、曾于1942年和麦克阿瑟一起逃离科雷希多岛的“巴丹帮”成员西德尼·霍夫（Sidney Huff）上校从商业电台广播中听闻解职消息。霍夫马上告知将军夫人，后者转告麦克阿瑟。日本的广播电台马上播放消息，正式通知还要再过半小时才送达。

## 牵涉问题

### “文官控制军队”
“文官控制军队”是美国建国时期就确立的传统。杜鲁门1965年出版的回忆录表示：
如果我们的宪法只能保留一项基本要素，那就是“文官控制军队”，政策由民选政治官员而非将军制订。然而，麦克阿瑟将军反复表明他不接受政府政策。他一次又一次的公开声明不但令盟友误解我们政策的真实方向，还从事实角度与总统政策抵触……如果我容许他这般反抗民政当局，我就有违维护与捍卫宪法的誓言。
事件发生后，公众发来的信件和电报如雪崩般涌向白宫，其中大部分支持麦克阿瑟。这些公众意见大多从品格、正直、荣誉和服务等角度出发，认为麦克阿瑟比总统更优秀。支持杜鲁门的意见主要基于“文官控制军队”原则。
塞繆爾·P·亨廷頓认为，“《美国宪法》没有规定“文官控制军队”，虽然普遍观念截然相反”。宪法没有明确区分民事和军事责任，也没有规定某方应该服从另一方。宪法把军事职责由行政和立法机构分工，令控制军队更加困难，任何一方试图控制军队都很可能与另一方冲突。“文官控制军队”的争议大多不在于如何控制，而是由政府哪个分支控制。宪法制订时还不存在需要军人职业化的独特和复杂技术，所以制宪者不会考虑如何控制这种军人。19世纪法国大革命带来的社会变革，以及工业革命的技术进步才造就如此局面。制宪者认为应由“文官控制军队”，但在宪法中的用词是民兵，民与兵实为一体。

### “政军分离”
“政军分离”也是美国传统，这种传统不像“文官控制军队”那么久远，是在南北战争结束后才形成。19世纪投票选举的官员不多，但这不是因为人们对政治不感兴趣，而是因为许多州都对政治官员出生地和州内居住时间有明确规定，频繁在各州迁移或是住在联邦领地就导致他们没有资格参与选举。1869至1883年的美國陸軍總指揮官威廉·特库姆塞·舍曼上将讨厌政治，“政军分离”传统就是在这段时间牢固竖立。
与欧洲将领不同，美国将领不影响或涉足外交政策，但这主要是因为麦克阿瑟年轻时，边防军将领不需要牵涉政治。美西战争后，美国军队开始远赴海外，长期驻扎太平洋、亚洲和加勒比地区，情况开始变化。
戰區理念在二战期间形成，如此高等级的指挥体系中军政议题趋于融合。担任西南太平洋战区司令期间，麦克阿瑟要同时向澳大利亚和美国政府负责，用罗斯福总统的话来说，这就令麦克阿瑟成为“大使兼最高司令”。麦克阿瑟对“歐洲優先”战略做不到全心全意支持，他甚至通过澳大利亞總理約翰·柯廷绕过指挥体系，此举极易导致美国政府反感。
马歇尔将军在向参议院作证时表示：
一方是负责特定区域、面对特定对手的军队统帅，另一方是负责合众国总体安全的参谋长联席会议、国防部长和总统，两方存在根本差异……总统一方必须权衡某地区的利益和目标，与其他地区的利益和目标平衡……这种分歧在我们的军事史上毫不新鲜……新鲜的是为什么必须解职麦克阿瑟将军，战区司令公开表达他对美国外交政策的不满和歧见，这才前所未有。……（他）对美国既定政策的不满已经如此强烈，以致是否可以再让他行使战区司令的正常指挥职能都大有疑问。 

### 总统权力
亚历山大·汉密尔顿在《联邦党人文集》指出：
总统是美国陆军和海军总司令。这方面他名义上的职权与大不列颠国王等同，但实际程度不及。他无非就是陆军和海军的最高司令，就像联邦的最高阶将军一样；英国国王的权力还延伸到宣战、组建与管控舰队和陆军。正在审议的宪法把这些权力划归立法机关。
1950年6月26日，杜鲁门未经国会授权便派兵进入韩国。联合国安理会随后的决议授权军事援助韩国，但《联合国参与法》（United Nations Participation Act）规定：
总统根据《联合国宪章》第42条响应安全理事会号召，或因类似特殊协议需要提供武装部队、设施和援助时不需要国会授权。但这……不得理解成国会授权总统除响应第42条或类似特殊协议需要外，还向安全理事会提供任何武装部队、设施和援助。
解职麦克阿瑟引发的国会调查裁定，杜鲁门的做法违反宪法和成文法要求。过去的总统也曾使用法外军事力量，但那不过是用于“打击海盗，以小规模海军特遣队登陆野蛮或半野蛮海岸，派遣小规模部队追击越过墨西哥边境的土匪或偷牛贼等”。反对美国参与朝鲜战争的联邦众议员维托·马尔坎托尼奥（Vito Marcantonio）主张：“我们只是同意《联合国宪章》，从未同意用它取代宪法。宣战和开战的权力属于人民代表，属于美国国会”。
联邦参议员威廉·诺兰（William F. Knowland）指出：
《宪法》第一条把宣战权赋予国会而非行政分支。现在我们显然面临宪法日落西山的处境，行政机构能把我们带入史上第四大战争，无需国会宣告或决议承认，我们就身陷他人发起的战争。国会行使宪法权力时，每项赞同或反对决议的陈述都会纳入国会纪录，并向新闻界和公众充分通报。唱名表决显示每位议员如何投票，这才是负责任的政府。如果只需五到七人在布莱尔宫或白宫秘密商议就能把国家带入史上伤亡人数第四高的战争，既没有他们的陈述和建议载入历史，也无从得知他们的立场，那我们就是公然把发动战争的权力从国会移交行政，一切变成暗箱操作。这不是我效忠的政府，也不是负责的政府。

## 余波

### 民间反响

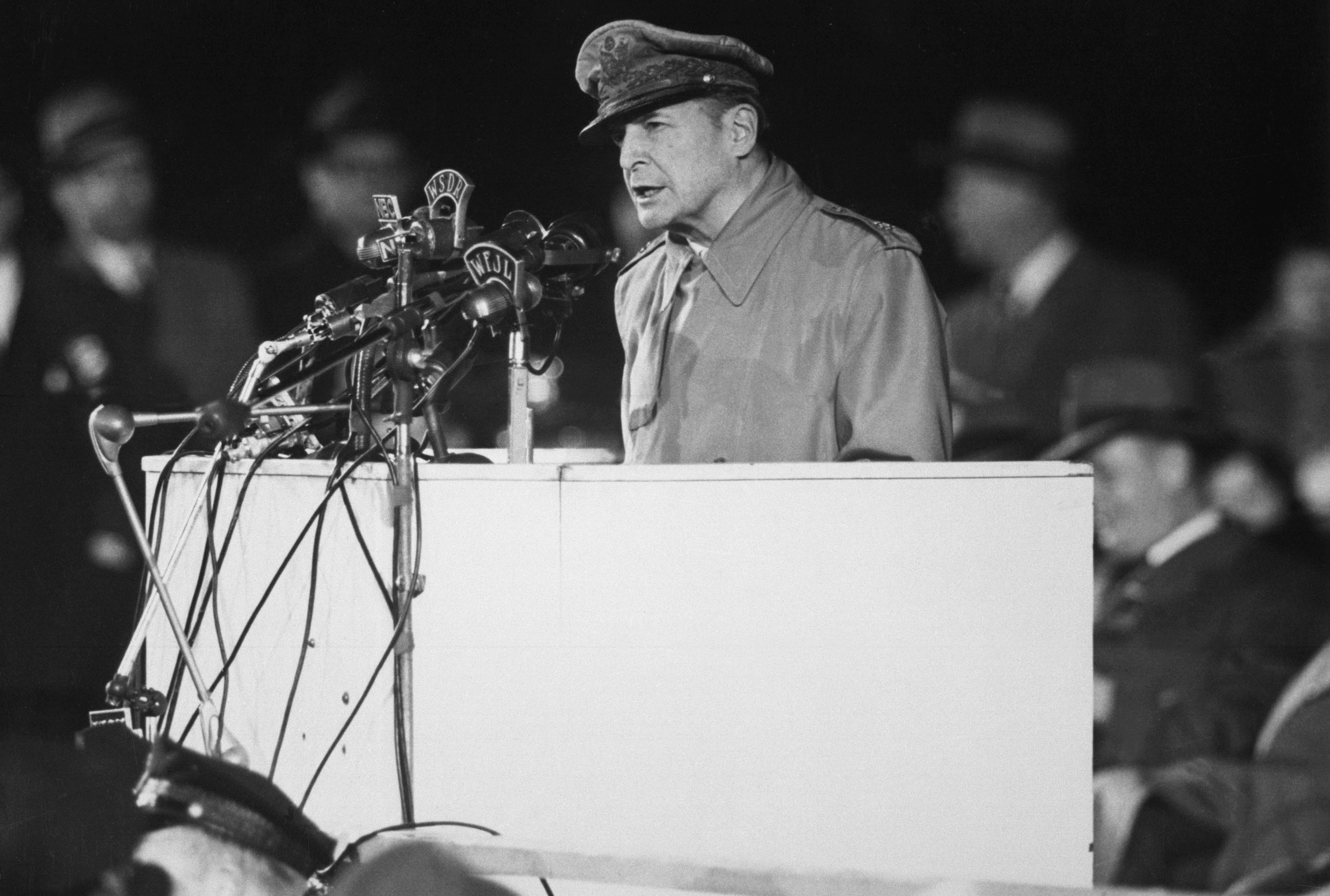
1951年4月25日，麦克阿瑟在芝加哥军人球场向五万观众讲话

解职麦克阿瑟的消息在日本引发巨大震动。日本国会通过决议向麦克阿瑟表示感激，昭和天皇亲自到大使馆探视，这也是日本天皇史上首次面见没有特殊职位的外国人。《每日新聞》的报导称：
解职麦克阿瑟是战争结束后最令人震惊的大事。对于日本人民而言，他不是征服者，而是伟大的改革者，是高尚的政治传教士。他给予我们的不仅是物质援助和民主改革，更是新的生活方式，是每个人的自由与尊严……他是真正理解日本处境的美国人，会永远得到我们的爱戴和信任。
联邦参议员罗伯特·A·塔夫脱通过《芝加哥論壇報》呼吁立即弹劾杜鲁门：
我们必须弹劾杜鲁门总统并将他定罪。他仓促而武断地开除麦克阿瑟将军不过是一系列行径的高潮，这些所作所为证明他无论在道德还是精神上都不适合担当如此高位。美国民族从未面临如此巨大的危险，它在由流氓团团包围的傻瓜领导。
《芝加哥论坛报》和《洛杉磯時報》等媒体认为解雇麦克阿瑟之举出于“草率和仇恨”，原因主要是来自英国、特别是艾德礼政府中社会主义者施加的外交压力。共和党党鞭、参议员肯尼斯·惠瑞（Kenneth S. Wherry）指控“大不列颠社会主义政府”施压，导致将军解职。
1951年4月17日，麦克阿瑟飞回阔别多年的美国。抵达旧金山时，美国陆军第六集团军（Sixth United States Army）司令阿尔伯特·魏德迈中将前来接机，多达50万人迎接他归来。4月19日他抵达华盛顿国家机场，参谋长联席会议成员和喬納森·溫萊特上将到场迎接，杜鲁门派沃恩代他前往，但沃恩颇受冷遇，在公众和职业军人眼中他就是靠腐败的裙带关系爬上高位。总统收到的公众来信称：“解雇麦克阿瑟实在可耻，派沃恩前往更是不要脸”。

麦克阿瑟在国会两院联席会议上讲话，他在这场著名的《老兵不死》（Old Soldiers Never Die）演讲中宣示：
有人竭力扭曲我的立场，说我是战争贩子，这和真相完全背道而驰。我比绝大多数在世的人更了解战争，没有任何说法——绝对没有任何污名会比战争贩子的指控更令我反感。我长期主张彻底废除战争，无论是对朋友还是敌人它都伤害极大，根本无助于解决国际争端……但战争一旦强加到我们身上，那就别无选择，必须运用一切可能的手段迅速结束战争。战争的目的就是胜利，而非旷日持久优柔寡断。面对战争，胜利无可替代。
五角大楼为此发布新闻稿，称“总统是根据包括参谋长联席会议在内所有主要文职和军事顾问的一致建议下解职麦克阿瑟将军”。麦克阿瑟随后飞往纽约，面对规模创纪录的纸带游行（Ticker tape parade）。他还前往芝加哥和密尔沃基，在大型集会上演讲。

### 国会调查
1951年5至6月，美国参议院军事和外交委员会“调查远东军事局势和解职五星上将道格拉斯·麦克阿瑟的前因后果”。参议院此举旨在避免宪政危机。考虑到涉及的敏感政治和军事话题，调查会议不予公开，经过严格审查的笔录直到1973年才公布。两个委员会均由参议员小理查德·罗素执掌，共传召14名证人：麦克阿瑟、米歇尔、布拉德利、科林斯、范登堡、谢尔曼、阿德里安·费舍尔（Adrian S. Fisher）、艾奇逊、魏德迈、约翰逊、奥斯卡·巴吉二世（Oscar C. Badger II）、帕特里克·杰伊·赫尔利、巴大维和奥唐奈。
马歇尔和参谋长联席会议成员的证词反驳麦克阿瑟众多论点，马歇尔强调他和总统、参谋长联席会议成员对解职没有异议。但这些证词也暴露他们缺乏足够的勇气和信心来与麦克阿瑟打交道，证明他们没有让他充分了解情况。范登堡质疑空军能否有效打击满洲目标，布拉德利指出，中共也力图把战争局限在朝鲜半岛，没有攻击联合国军空军基地或港口，也没有打击他们眼中日本的“特权庇护所”。他们认为不值得扩大战争，但承认如果中共升级冲突或是无意谈判，他们也做好了扩大战争的准备。此外，他们不认同麦克阿瑟对韩国和中華民國國軍实力的评估。布拉德利表示：
红色中国不是想要主宰世界的强权。在参谋长联席会议看来，（麦克阿瑟的）如此战略将令我们在错误的时间和地点卷入面对错误敌人的错误战争。
军事和外交委员会的结论是：“解职麦克阿瑟将军没有超出宪法赋予总统的职权，但令民族自豪感深受冲击”。还称“麦克阿瑟将军和参谋长联席会议对军事战略没有严重分歧”，建议“合众国永远不应再度未经国会同意卷入战争”。

### 后果
民意调查表明大部分公众仍对杜鲁门解职麦克阿瑟感到失望，并且更加认同麦克阿瑟而不是布拉德利和马歇尔的立场。杜鲁门的支持率在1951年中期跌至两成三，创下蓋洛普调查在任总统支持率新低并保持到21世纪。相比之下，“水门事件”期间尼克松的支持率仍有两成五，1968年越南战争如火如荼时，林登·约翰逊的支持率为两成八。
朝鲜战争旷日持久且渐失民心，杜鲁门政府饱受一系列腐败丑闻困扰，最终他决定不竞选连任。1952年总统大选的民主党候选人阿德莱·史蒂文森只想尽可能和在任总统保持距离，但最终不敌共和党候选人、五星上将德怀特·艾森豪威尔。艾森豪威尔上台后以常规轰炸和重启核威胁向志愿军施压，再加上1953年约瑟夫·斯大林去世后更加有利的国际政治氛围，中华人民共和国和朝鲜同意停火协议。美国人普遍认为，核威胁对达成停火作用很大，所以20世纪50年代又多次用来威胁中华人民共和国。
参谋长联席会议成员支持杜鲁门之举成为各自的政治污点。参议员塔夫脱认为“弃亚保欧”的布拉德利嫌疑很大，促请艾森豪威尔尽快更换参谋长联席会议成员。第一个是患有晚期癌症，已经宣布退休计划的范登堡，总统于1953年5月7日宣布由内森·特温宁（Nathan Twining）空军上将取代他的位置。不久，艾森豪威尔又用太平洋司令部总司令亞瑟·雷德福海军上将代替布拉德利；李奇威后来取代科林斯，罗伯特·卡尼（Robert B. Carney）海军上将替换1951年7月谢尔曼去世后继任海军作战部长的威廉·费赫特尔勒（William Fechteler）海军上将。

## 解职事件的政治遗产
解职麦克阿瑟令美国政军关系长期蒙上阴影。1966年林登·约翰逊在檀香山与威廉·威斯特摩兰上将会晤时称：“将军，我对你期望很大，你可千万别跟我搞麦克阿瑟那套”。威斯特摩兰及其他高级将领也竭力避免任何挑战或异议总统权威的举止甚至暗示。这种如履薄冰的心态代价高昂。H·R·麥克馬斯特中将1998年的著作《失职》（Dereliction of Duty）认为，参谋长联席会议成员不敢遵守职责，向总统、国防部长罗伯特·麦克纳马拉和国会提供坦诚无畏的专业建议。麥克馬斯特的书影响很大，时任参谋长联席会议主席休·谢尔顿（Hugh Shelton）上将送给美军所有四星将领人手一本。
杜鲁门解职麦克阿瑟为后世立下先例，军队高级将领可能因对政府政策的公开或私下分歧而被开除。1977年，约翰·辛格劳布（John K. Singlaub）少将公开批评削减駐韓美軍规模的计划，吉米·卡特总统立即解除他的职务，理由是发表“与已宣布国家安全政策不一致”的声明。1990年海湾战争期间，国防部长迪克·切尼开除到访沙特阿拉伯期间多次向媒体发布声明的空军参谋长迈克尔·杜根（Michael Dugan）空军上将，称他“在非常敏感的时刻判断失误”。2010年，贝拉克·奥巴马总统解职斯坦利·麦克里斯特尔上将，理由是《滚石》杂志刊登包含麦克里斯特尔及其幕僚贬低高级民选政府官员言论的文章。媒体将麦克里斯特尔和麦克阿瑟相比，因为阿富汗战争同样缺乏进展。不过，2015年詹姆斯·波斯特三世（James N. Post III）空军少将的情况和以上几位不同，他是因劝阻手下将士不要当“叛徒”与国会沟通而解职，国防部还向他发出谴责信。
解职麦克阿瑟“在战争与和平问题上留下旷日持久的民意倾向：军人最明智”，这种哲学人称“麦克阿瑟主义”。2012年2月，丹尼尔·戴维斯（Daniel L. Davis）中校出版报告《失职II》（Dereliction of Duty II），批评军方高级将领在阿富汗戰爭问题上误导国会，特别是大衛·霍威爾·彼得雷烏斯上将：
我国政治领导人、绝大多数制服军人和广大民众都知道：大衛·彼得雷烏斯是真正的战争英雄——甚至可与巴顿、麦克阿瑟和艾森豪威尔比肩。但对大家而言最宝贵的教训在于：永远都不要质疑彼得雷烏斯将军，否则你就要出大丑。接下来几年里，“彼得雷烏斯传奇”就像同类神话一样大肆传播扩散，他的功劳也越传越大。
1992年总统大选期间，比尔·克林顿获得前参谋长联席会议主席威廉·克劳（William J. Crowe）海军上将和其他21名退役将领及其他高级军官公开表态支持，反击外界对他能否胜任三军统帅的质疑，这种背书成为后来总统大选标杆。2004年总统大选期间，12名退休将领为参议员约翰·克里背书，其中包括克劳和前空军参谋长梅里尔·麦匹克（Merrill McPeak）空军上将，麦匹克还在电视广告上维护克里，驳斥快艇老兵寻求真相组织（Swift Boat Veterans for Truth）。竞选期间，四星上将汤米·弗兰克斯（Tommy Franks）在共和黨全國代表大會讲话，约翰·沙里卡什维利（John Shalikashvili）上将则在民主党全国代表大会演说。
2006年，美国发生所谓“将军起义”事件，约翰·巴蒂斯特（John Batiste）少将、保罗·伊顿（Paul D. Eaton）少将、格雷戈里·纽伯尔德（Gregory S. Newbold）海军陆战队中将、约翰·里格斯（John M. Riggs）少将、小查尔斯·斯旺纳克（Charles H. Swannack Jr.）少将和安东尼·辛尼（Anthony Zinni）海军陆战队上将共六名退休将领呼吁国防部长唐纳德·拉姆斯菲尔德辞职，指责他在军事计划和战略方面的无能表现。现有道德体系迫使还在服役的将领公开支持政府政策，哪怕他们内心认为这些政策可能对国家造成重大后果并导致军人丧生。如此体系和政策逃不过公众批评，政治讽刺主持人斯蒂芬·科拜尔在乔治·沃克·布什和参谋长联席会议主席彼得·佩斯海军陆战队上将参加的白宫晚宴大加嘲讽。拉姆斯菲尔德于2006年11月辞职。2008年，参谋长联席会议主席迈克尔·马伦海军上将在良知推动下发表公开信，提醒所有军人“美国军队必须始终与政治分离”。

## 脚注
1. 1 2  Schnabel（1972年），第365页
2. 1 2  Hamby（1995年），第17–18, 135页
3. ↑  Murray，Sinnreich & Lacey（2011年），第230页
4. 1 2  Pearlman（2008年），第17–19页
5. ↑  Pearlman（2008年），第18页
6. ↑  Lewis（1998年），第38页
7. ↑  Lewis（1998年），第30–34页
8. ↑  MacArthur（1964年），第13–14页
9. ↑  MacArthur（1964年），第27页
10. ↑  Frank（2007年），第5页
11. ↑  MacArthur（1964年），第89–103页
12. ↑  MacArthur（1964年），第101页
13. ↑  MacArthur（1964年），第393页
14. ↑  Lowe（1990年），第625–626页
15. ↑  Pearlman（2008年），第14页
16. ↑  Schnabel（1972年），第52–53页
17. ↑  Schnabel（1972年），第58–60页
18. ↑  Schnabel（1972年），第65–66页
19. ↑  Schnabel（1972年），第68–69页
20. ↑  Schnabel（1972年），第72页
21. ↑  联合国安理会83号决议.
22. ↑  Schnabel（1972年），第71页
23. ↑  Schnabel（1972年），第76–77页
24. ↑  Schnabel（1972年），第78–79页
25. ↑  Schnabel（1972年），第102页
26. ↑  Lowe（1990年），第629页
27. ↑  Schnabel（1972年），第106页
28. 1 2  Matray（1979年），第320页
29. ↑  Schnabel（1972年），第106–107页
30. 1 2  Crane（2000年），第37–39页
31. ↑  Weintraub（2000年），第252页
32. ↑  Crane（2000年），第32页
33. ↑  Cumings（1990年），第749–750页
34. ↑  Dingman（1988–1989年），第62-63页
35. ↑  The Crash of the B-29 on Travis AFB, CA.
36. ↑  Rhodes（1995年），第445–446页
37. ↑  Matray（1979年），第323页
38. ↑  Schnabel（1972年），第127, 145页
39. ↑  Schnabel（1972年），第138–140页
40. ↑  Schnabel（1972年），第147页
41. ↑  Pearlman（2008年），第87页
42. ↑  Schnabel（1972年），第150–151页
43. ↑  Matray（1979年），第326页
44. ↑  Schnabel（1972年），第370页
45. ↑  Holding the Line 24–28 August 1950.
46. ↑  Statement to the 51st National Encampment of the Veterans of Foreign Wars by General Douglas MacArthur discussing U.S. foreign and military policy in the Far East.
47. ↑  Pearlman（2008年），第96页
48. ↑  Pearlman（2008年），第216页
49. 1 2  Pearlman（2008年），第98页
50. ↑  Louis A. Johnson.
51. ↑  Schnabel（1972年），第179–180页
52. ↑  Matray（1979年），第326–328页
53. ↑  Schnabel（1972年），第180–181页
54. ↑  Matray（1979年），第331页
55. ↑  James（1985年），第485页
56. ↑  George C. Marshall to Douglas MacArthur, September 29, 1950.
57. ↑  Schnabel（1972年），第183页
58. ↑  Schnabel（1972年），第194页
59. 1 2 3  Casey（2008年），第113页
60. ↑  Pearlman（2008年），第111页
61. ↑  James（1985年），第590–591页
62. ↑  James（1975年），第526页
63. ↑  Casey（2008年），第114–115页
64. ↑  Wiltz（1978年），第170页
65. ↑  Notes Regarding President Truman's Trip to Hawaii, October 9, 1950.
66. ↑  James（1985年），第500页
67. ↑  James（1985年），第501页
68. ↑  James（1985年），第503–504页
69. ↑  Pearlman（2008年），第113页
70. ↑  James（1985年），第504页
71. ↑  Wiltz（1978年），第172页
72. ↑  James（1985年），第514页
73. ↑  James（1985年），第515页
74. ↑  James（1985年），第515–517页
75. ↑  MacArthur（1964年），第362页
76. ↑  "Substance of Statements Made at Wake Island Conference", October 15, 1950.
77. ↑  Schnabel（1972年），第212页
78. ↑  Schnabel（1972年），第233页
79. 1 2 3  Pearlman（2008年），第119页
80. ↑  Schnabel（1972年），第218页
81. ↑  Pearlman（2008年），第120页
82. ↑  Schnabel（1972年），第234–235页
83. ↑  Schnabel（1972年），第366页
84. ↑  Pearlman（2008年），第135页
85. ↑  Schnabel（1972年），第242页
86. ↑  Schnabel（1972年），第244–246页
87. ↑  Schnabel（1972年），第286–287页
88. 1 2  The President's News Conference（1950-11-30年）
89. ↑  Schnabel & 1972，第288页
90. ↑  Pearlman（2008年），第136页
91. 1 2  Anders（1988年），第1–2页
92. 1 2  Weintraub（2000年），第263页
93. ↑  Grosscup（2013年），第78页
94. ↑  Crane（2000年），第71页
95. 1 2  Cumings（1990年），第750页
96. ↑  James（1985年），第578–579页
97. ↑  Dingman（1988–1989年），第68页
98. ↑  Rhodes（1995年），第449页
99. 1 2  James（1985年），第591页
100. ↑  Cumings（2005年）
101. ↑  Anders（1988年），第3–4页
102. ↑  Dingman（1988–1989年），第72页
103. 1 2  Crane（2000年），第70页
104. ↑  Buhite（2008年），第137页
105. ↑  Sechser & Fuhrmann（2017年），第179页
106. ↑  Senate Committees on Armed Services and Foreign Relations（1951年），第77页
107. ↑  James（1985年），第581页
108. ↑  A-Bomb Blow at M'Arthur Only 'Opinion'.
109. ↑  Texts of Accounts by Lucas and Considine on Interviews With MacArthur in 1954.
110. ↑  Alperovitz（1995年），第352页
111. ↑  Schnabel（1972年），第289–292页
112. ↑  Spanier（1959年），第166–167页
113. ↑  Lowe（1990年），第636页
114. ↑  Pearlman（2008年），第233页
115. ↑  Lowe（1990年），第636–637页
116. ↑  Lowe（1990年），第638–641页
117. 1 2 3  Pearlman（2008年），第230–232页
118. ↑  Pearlman（2008年），第170页
119. ↑  Harry S. Truman to Omar Bradley, with attachments, April 7, 1951.
120. ↑  Pearlman（2008年），第175页
121. ↑  Schnabel（1972年），第373页
122. ↑  Mossman（1990年），第202–204, 328–330页
123. 1 2  Mossman（1990年），第344–347页
124. ↑  James（1985年），第586页
125. ↑  McCullough（1992年），第998页
126. ↑  Truman（1965年），第441–442页
127. ↑  Owens（1994–1995年），第72–75页
128. ↑  Pearlman（2008年），第183页
129. ↑  Pearlman（2008年），第187页
130. ↑  James（1985年），第614–615页
131. ↑  Pearlman（2008年），第225页
132. ↑  Pearlman（2008年），第224页
133. ↑  Pearlman（2008年），第222–227页
134. ↑  James（1985年），第590页
135. ↑  MacArthur（1964年），第389页
136. ↑  Pearlman（2008年），第180页
137. ↑  Goulden（1982年），第476-478页
138. ↑  Nitze，Smith & Rearden（1989年），第109-111页
139. ↑  Marshall（1989年），第115-117页
140. ↑  Schnabel & Watson（1998年），第215–216页
141. ↑  Marolda（2012年），第34–35页
142. 1 2  Alexander（1997年），第74–77页
143. ↑  Mossman（1990年），第364页
144. ↑  . Naval History and Heritage Command.   [3 April 2022]. （原始内容存档于2023-06-06）.
145. 1 2 3  Schnabel & Watson（1998年），第246–247页
146. ↑  Diary entries, April 6, 1951.
147. ↑  Pearlman（2008年），第214页
148. ↑  Relieving MacArthur of his command.
149. ↑  Historical Notes: Giving Them More Hell.
150. 1 2  James（1985年），第594页
151. ↑  Meilinger（1989年），第179页
152. 1 2  Schnabel（1972年），第376–377页
153. 1 2  James（1985年），第596–597页
154. ↑  Proposed draft messages to Frank Pace, Douglas MacArthur, and Matthew Ridgway, c. April 1951.
155. ↑  Spanier（1959年），第9页
156. ↑  Truman（1965年），第444页
157. ↑  Pearlman（2008年），第203页
158. 1 2  Huntington（1957年），第163页
159. ↑  Huntington（1957年），第165页
160. ↑  Huntington（1957年），第32–35页
161. ↑  Huntington（1957年），第166–167页
162. ↑  Huntington（1957年），第258–259页
163. ↑  Huntington（1957年），第230页
164. ↑  Challener（1973年），第77–80页
165. 1 2  Hasluck（1970年），第161页
166. ↑  Long（1969年），第225页
167. ↑  Hamilton（1788年）
168. ↑  Fisher（1995年），第32页
169. ↑  Fisher（1995年），第29页
170. ↑  Fisher（1995年），第34页
171. 1 2  Fisher（1995年），第35页
172. ↑  Senate Committees on Armed Services and Foreign Relations（1951年），第852页
173. ↑  James（1985年），第603页
174. ↑  Manchester（1978年），第652–653页
175. ↑  McCullough（1992年），第1008页
176. ↑  Casey（2008年），第235页
177. 1 2  James（1985年），第611–612页
178. ↑  MacArthur welcomed in S.F.，第1頁.
179. ↑  Casey（2008年），第236页
180. ↑  Weintraub（2000年），第2页
181. ↑  MacArthur's Speeches: "Old soldiers never die...".
182. ↑  Pentagon Statement of Relief of Gen. MacArthur, 1951.
183. ↑  American Experience: MacArthur.
184. ↑  James（1985年），第619–620页
185. ↑  Wiltz（1975年），第167页
186. ↑  Constitutional Crisis Averted.
187. 1 2  Wiltz（1975年），第168页
188. ↑  Pearlman（2008年），第210页
189. ↑  Wiltz（1975年），第169页
190. ↑  Senate Committees on Armed Services and Foreign Relations（1951年），第732页
191. ↑  Senate Committees on Armed Services and Foreign Relations（1951年），第3601页
192. ↑  Senate Committees on Armed Services and Foreign Relations（1951年），第3602页
193. ↑  Senate Committees on Armed Services and Foreign Relations（1951年），第3605页
194. ↑  Casey（2008年），第253–254页
195. ↑  Pearlman（2008年），第246, 326页
196. ↑  Casey（2008年），第327页
197. ↑  Casey（2008年），第336页
198. ↑  Foot（1988–1989年），第111–112页
199. ↑  Watson（1998年），第14–15页
200. ↑  Danner（1993年），第14–15页
201. ↑  Owens（1994–1995年），第72–73页
202. 1 2 3  Cook（2008年），第4–7页
203. ↑  General on the Carpet.
204. ↑  Schmitt（1990年），第A1页
205. ↑  Cooper & Sanger（2010年）
206. ↑  Thrush（2010年）
207. ↑  Public（2015年）
208. 1 2  An old soldier is still in the fray
209. ↑  Dereliction of Duty II.
210. ↑  Davis（2012年），第64页
211. ↑  Corbett & Davidson（2009年），第58页
212. ↑  Kohn（2011年），第29页
213. ↑  Sieff（2006年）
214. ↑  Cloud & Schmitt（2006年）
215. ↑  Baldwin（2006年）
216. ↑  Rice（2008年），第17–18页
217. ↑  Rumsfeld resigned before election, letter shows.
218. ↑  Shanker（2008年）